# Здание железнодорожной станции Удельная
Здание железнодорожной станции Удельная — памятник архитектуры. Расположен в Выборгском районе Санкт-Петербурга, современный адрес — Удельный проспект, 2А.

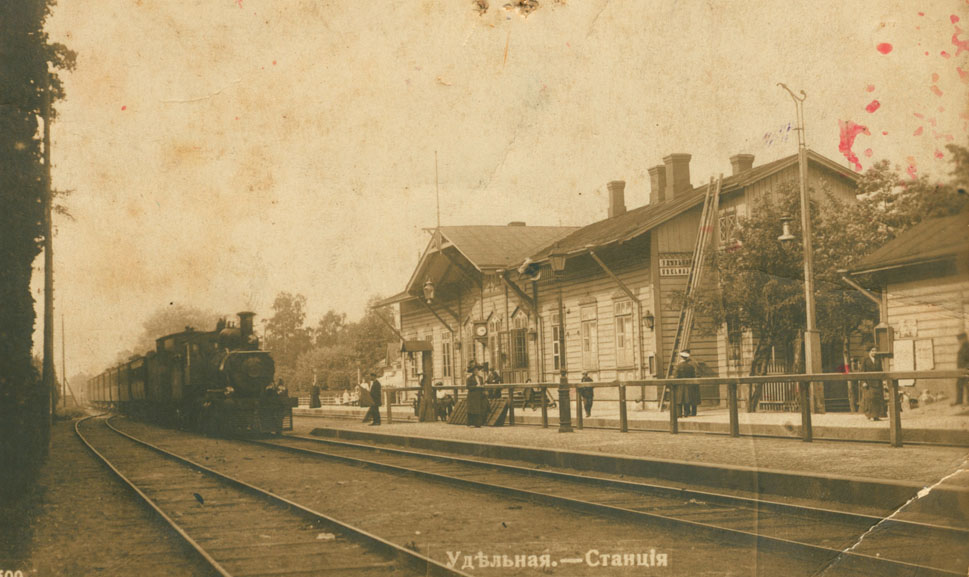
Деревянное здание Удельной, 1890-е годы

Изначально здания станций на железнодорожной линии Санкт-Петербург — Рийхимяки проектировал в 1868—1870 годах Вольмар Вестлинг; строения были деревянными, украшенными резьбой. В конце XIX века перестройкой станций в камне занимался Бруно Фердинанд Гранхольм, архитектор Главного управления железных дорог Финляндии. Деревянное одноэтажное здание Удельной со свесами кровли, посередине поднятой щипцом, прекратило существование одним из последних.
Гранхольм построил ряд средних вокзалов островного типа, ядром плана которых служит проходной зал ожидания.
Проектирование проходило в три этапа — осенью 1911 года, в марта 1913 года и в декабре 1914 года; проекты различаются компоновкой помещений, формами восточной лестницы и бокового выступа у перрона. В 1915 году новый каменный вокзал был открыт, на него были перенесены часы со старого деревянного вокзала.
В здании использованы фронтоны нескольких видов, что вместе с изгибами карниза над овальными окнами создаёт волнообразный контур. Со стороны перрона расположен фронтон сложной формы с волютами и небольшим шпилем, на противоположном фасаде расположен щипец, между чердачными окнами которого вписан абстрактный рельеф.
Лестницы здания вынесены в не сильно выступающие угловые полукруглые объёмы, завершённые зубцами.
Плоскость стен лицевого фасада, контрастируя с упомянутыми криволинейными формами, прорезана рядами прямоугольных одинарных и тройных окон. Задуманная архитектором композиция нарушена современным навесом. С противоположной стороны средняя часть углублена между крупными ризалитами и укрыта навесом, у оконных проёмов различные размеры, на торцах использованы узкие окна. Из-за однотонной окраски малозаметно сочетание на фасаде гладкой (сверху) и фактурной (снизу) штукатурки. Подвальный этаж облицован гранитом.
Проходной зал Удельной отличается от проходных залов вокзалов того же архитектора; его перекрытие бетонное, опирается на три расположенные по продольной оси круглые колонны. Помещение предназначалось для пассажиров 3-го класса.
В один микроансамбль со зданием вокзала входит стоящий рядом шершаво оштукатуренный жилой флигель. Лестничные клетки на высоте мансарды завершены криволинейными щипцами, на которых расположены овальные окна, что перекликается с контуром вокзала.